# 朱貴燏
沅陵恭憲王朱貴燏（1415年—1472年），明朝遼藩第一代沅陵王，遼簡王朱植的庶第十七子。

## 生平
永樂十四年（1416年）三月賜名。
宣德七年（1432年）十一月，明宣宗遣廣平侯袁禎為正使，刑部郎中賀祖嗣為副使，持節封朱貴燏為沅陵王。
景泰六年（1455年）八月，朱貴燏奏請重造沅陵王府，明景帝應允。
天順二年（1458年）二月，朱貴燏奏本府東西北三面與軍民焦希孟等十九家房屋相連，有消防隱患。請求將各家拆遷安置到南紀門外臨城空地，以折米俸鈔一萬二千八百餘貫作為拆遷補償。明英宗應允。
成化八年（1472年），朱貴燏去世，享年五十八歲，諡號恭憲。四年後，嫡長子朱豪塶襲爵。

## 家庭

### 妻
- 袁氏，荊州右衛百戶袁亨女，宣德七年（1432年）冊為沅陵王妃[2]

### 子
- 嫡長子：沅陵昭安王朱豪塶，正統七年（1442年）五月賜名[6]。妻楊氏，景泰六年（1455年）四月賜冠服[7]
  - 嫡長子：沅陵長孫→沅陵長子→沅陵宣穆王朱恩鈰，天順八年（1464年）六月賜名[8]
  - 嫡次子：鎮國將軍→沅陵莊恪王朱恩鈼，天順八年（1464年）六月賜名[8]，成化十三年（1477年）封鎮國將軍[9]
    - 嫡長子：朱寵𣶏，弘治二年（1489年）八月賜名[8]（嘉靖荊州府志未見，疑早夭）
    - 嫡五子：沅陵榮簡王朱寵淶[10]
    - 子：鎮國將軍朱寵沐[11]
    - 子：鎮國將軍朱寵湝[11]

### 女
- 第二女：當陽縣主，儀賓陸鑑[12]